# Sergei Pankejeff

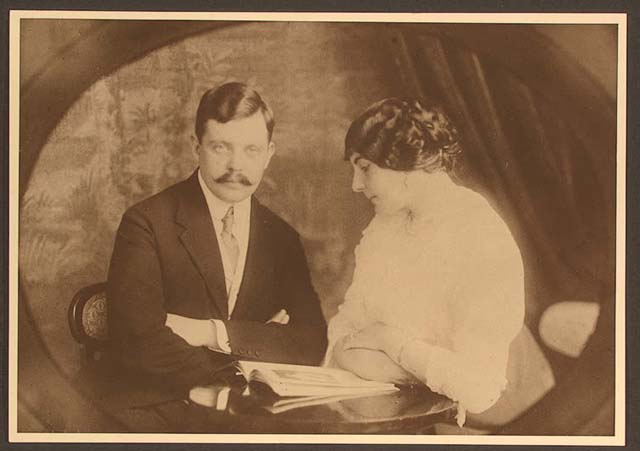
Pankejeff com a sua mulher c. 1910

Sergei Konstantinovitch Pankejeff (em russo:  Сергей Константинович Панкеев) (24 de Dezembro de 1886 – 7 de Maio de 1979) foi um aristocrata Russo de Odessa mais conhecido por ter sido paciente de Sigmund Freud, que lhe deu o pseudónimo de Homem dos lobos (der Wolfsmann) para proteger a sua identidade, depois de um sonho que Pankejeff teve de uma árvore cheia de lobos brancos.

## Biografia
A familia Pankejeff (nota: esta foi a transliteração feita por Freud do Russo para o Alemão; em Português seria transliterado como "Pankeev" ou "Pankeyev") foi uma família rica de São Petersburgo. Sergei frequentou uma escola de gramática na Rússia, mas depois da Revolução Russa de 1905 ele passou um tempo considerável a estudar no estrangeiro. Durante a sua análise das cartas de Freud e outros ficheiros, Jeffrey Moussaieff Masson descobriu notas de trabalhos não publicados de Ruth Mack Brunswick, uma associada de Freud. Freud pediu a esta que examinasse o caso de Pankejeff, e esta descobriu evidências de que Pankejeff tinha sido abusado sexualmente por um membro da família durante a sua infância.
Em 1906, a sua irmã mais velha Anna cometeu suicídio enquanto visitava o lugar do duelo fatal de Lermontov, e pelo ano de 1907 Sergei começou a mostrar ele mesmo sinais de uma depressão severa. O pai de Sergei, Konstantin, também tinha sofrido de depressão, muitas vezes ligada a determinados acontecimentos políticos do dia, e cometeu suicídio em 1907 ao consumir medicação para dormir em excesso, uns meses depois de Sergei ter partido para Munique para procurar tratamento para o seu próprio problema. Uma vez em Munique, Pankejeff procurou muitos doutores e permaneceu voluntariamente em alguns Hospitais psiquiátricos de elite. Ele costumava visitar a Rússia todos os verões.

## Der Wolfsmann

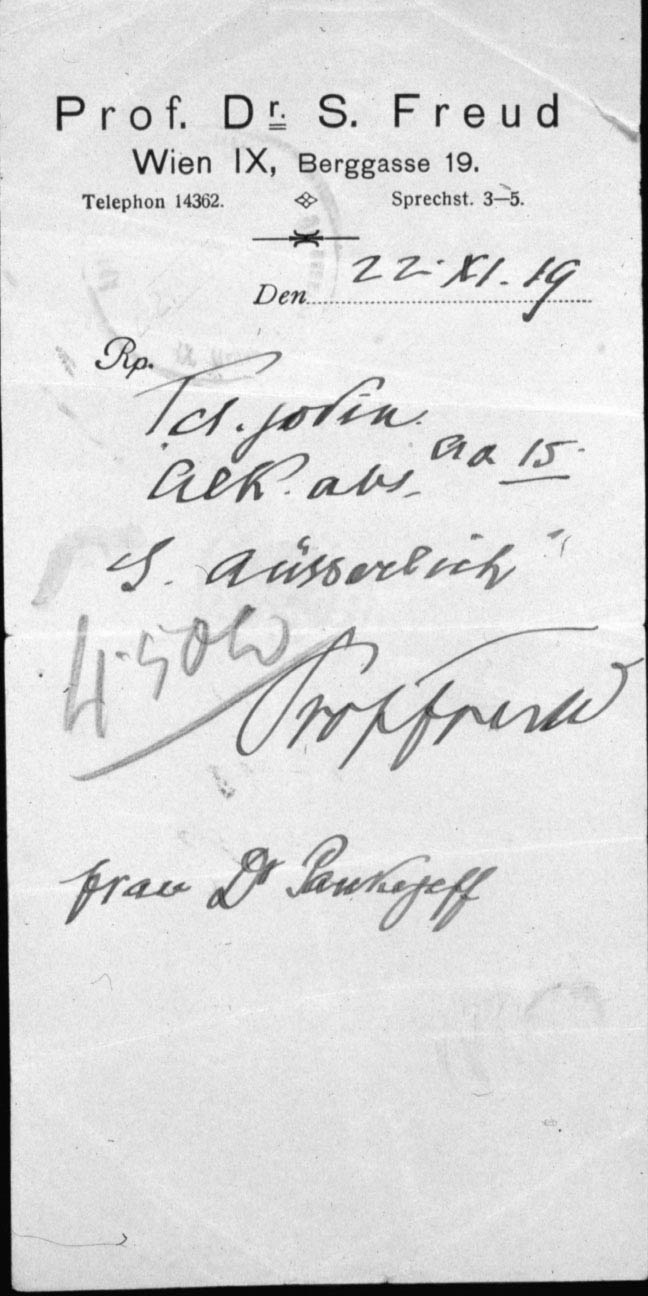
Receita médica escrita por Sigmund Freud para a mulher de Pankejeff, Novembro de 1919

Em Janeiro de 1910, o médico de Pankejeff trouxe-o para Viena para ser tratado por Freud. Pankejeff encontrou-se com Freud muitas vezes entre Fevereiro de 1910 e Julho de 1914, e algumas vezes depois disso, incluindo uma análise breve em 1919. Os "problemas nervosos" de Pankejeff incluíam a sua incapacidade de defecar sem a ajuda de um enema, bem como uma depressão incapacitante. Ele também se sentia como se tivesse um véu a separá-lo do mundo. Inicialmente, de acordo com Freud, Pankejeff resistiu a aderir a uma análise completa, até que Freud lhe deu um prazo de um ano para a análise, levando Pankejeff a abdicar das suas resistências.
A primeira publicação do "Homem dos lobos" de Freud foi em "História de uma Neurose Infantil" (Aus der Geschichte einer infantilen Neurose), escrita no final de 1914 mas só publicada em 1918. O tratamento de Pankejeff por Freud centrou-se num sonho que o primeiro tinha apresentado quando era criança, e descrito a Freud da seguinte maneira:
"Sonhei que era noite e que eu estava deitado na cama. (Meu leito tem o pé da cama voltado para a janela: em frente da janela havia uma fileira de velhas nogueiras. Sei que era inverno quando tive o sonho, e de noite.) De repente, a janela abriu-se sozinha e fiquei aterrorizado ao ver que alguns lobos brancos estavam sentados na grande nogueira em frente da janela. Havia seis ou sete deles. Os lobos eram muito brancos e pareciam-se mais com raposas ou cães pastores, pois tinham caudas grandes, como as raposas, e orelhas empinadas, como cães quando prestam atenção a algo. Com grande terror, evidentemente de ser comido pelos lobos, gritei e acordei. Minha babá correu até minha cama, para ver o que me havia acontecido. Levou muito tempo até que me convencesse de que fora apenas um sonho; tivera uma imagem tão clara e vívida da janela a abrir-se e dos lobos sentados na árvore. Por fim acalmei-me, senti-me como se houvesse escapado de algum perigo e voltei a dormir." (Freud 1918)
A análise eventual do sonho por Freud (juntamente com a contribuição de Pankejeff) foi de que este era resultado de Pankejeff ter testemunhado a "Cena primitiva" — os seus pais a ter sexo a tergo ("posição doggy" ou "penetração por trás") — numa idade muito precoce. Mais à frente no artigo Freud pôs a possibilidade de Pankejeff ter testemunhado em vez disso a cópula entre animais, que foi deslocada para os seus pais.
O sonho de Pankejeff viria a desempenhar um papel muito importante na teoria do desenvolvimento psicossexual de Freud, e juntamente com a Injecção de Irma (um dos sonhos de Freud, que lançou a análise de sonhos), foi um dos sonhos mais importantes para o desenvolvimento das teorias freudianas. Adicionalmente, Pankejeff tornou-se o caso principal usado por Freud para provar a validade da Psicanálise. Foi o primeiro estudo de caso detalhado que não envolvia a auto-análise de Freud que reuniu os principais aspectos da catarse, o inconsciente, a sexualidade, a análise de sonhos apresentada por Freud nos seus Estudos sobre a histeria (1895), A Interpretação dos Sonhos (1899), e nos seus Três Ensaios sobre a Teoria da Sexualidade (1905).

## Vida posterior
Pankejeff publicaria mais tarde o seu próprio trabalho com o pseudónimo dado por Freud, e estaria em contacto com os discípulos de Freud até à sua morte (esteve em análise durante seis décadas, apesar de Freud o ter pronunciado "curado"), tornando-o um dos pacientes famosos de mais longa duração da história da psicanálise.
Alguns anos depois de ter terminado a psicanálise com Freud, Pankejeff desenvolveu um delírio psicótico. Foi observado a caminhar nas ruas a olhar para o seu próprio reflexo num espelho, convencido que algum médico tinha aberto um buraco no seu nariz. Ruth Mack Brunswick, uma freudiana, explicou o delírio como a deslocação de ansiedade de castração.

## Críticas à interpretação de Freud
Os críticos, começando com Otto Rank em 1926, têm questionado a precisão e eficácia do tratamento psicanalítico freudiano de Pankejeff.
Daniel Goleman, no New York Times, escreveu o seguinte:
A intervenção chave de Freud com o Homem dos Lobos baseou-se num pesadelo no qual ele estava deitado na cama e viu alguns lobos brancos sentados numa árvore em frente a uma janela aberta. Freud deduziu que o sonho simbolizava um trauma: que o Homem dos Lobos, enquanto criança, tinha presenciado os seus pais a terem relações sexuais. A versão de Freud do suposto trauma foi, contudo, contradita pelo próprio Homem dos Lobos, Sergej Pankejeff, numa entrevista com Karin Obholzer, uma jornalista que o localizou em Viena nos anos 70.

O Sr. Pankejeff via a interpretação de Freud do seu sonho como 'terrivelmente rebuscada'. O Sr. Pankejeff disse, 'Tudo aquilo é improvável,' uma vez que nas famílias do seu meio as crianças pequenas dormiam no quarto da ama, e não com os seus pais.

O Sr. Pankejeff disputou também a alegação de Freud de que tinha sido curado, e disse que se ressentia de ser 'propaganda' e 'peça de mostruário para a psicanálise.' O Sr. Pankejeff disse, 'Essa era a teoria, de que Freud me tinha curado a 100 porcento.' Contudo, 'é tudo falso.'— Karin Obholzer Wolfman: Conversations With Freud's Patient Sixty Years Later Predefinição:English
Maria Torok e Nicolas Abraham também reinterpretaram o caso do Homem dos Lobos (em The wolf man’s magic word, a cryptonymy), apresentando a sua noção do "críptico" e do que eles chamam "criptónimos". Eles apresentam uma análise do caso diferente da de Freud, cujas conclusões criticam. De acordo com os autores, as afirmações de Pankejeff escondem outras afirmações, enquanto que o conteúdo das suas palavras pode ser iluminado se olharmos para o seu fundo multi-linguístico. De acordo com os autores, Pankejeff escondeu segredos relativos à sua irmã mais velha, e enquanto que o Homem dos Lobos tanto queria esquecer como preservar estes assuntos, ele encriptou a usa irmã mais velha como um "outro" idealizado no coração de si mesmo, e falou destes segredos para fora de maneira críptica, através de palavras escondidas atrás de palavras, enigmas, jogos de palavras, etc. Por exemplo, no sonho do Homem dos Lobos, onde seis ou sete lobos estavam sentados numa árvore do lado de fora da janela do seu quarto, a expressão "pack of six" (matilha de seis), um "sixter" = shiestorka: siestorka = sister, o que levaria à conclusão de que a sua irmã estava colocada no centro do trauma.
O caso constitui a parte central do segundo capítulo de Mil Platôs de Gilles Deleuze e Félix Guattari, intitulado "Um ou Vários Lobos?". Nele, eles repetem a acusação feita no Anti-Édipo de que a análise Freudiana é excessivamente redutora e que o inconsciente é na verdade uma "montagem maquinistica". Eles argumentam que os lobos são um caso da matilha ou da multiplicidade e que o sonho fazia parte de uma experiência esquizóide.
"A maior cura e triunfo referido por Freud foi o caso do Homem dos Lobos—Sergei Pankejeff, que sofria de depressão e ansiedade e fobia de lobos na sua infância. Freud estabeleceu-se sobre os efeitos traumáticos da dita cena primitiva, quando uma criança assiste aos seus pais enquanto copulam; o Complexo de Édipo e o medo da castração; e o modelo tripartido da mente em Id, Ego e Superego. Tal como é do conhecimento geral, Freud fez da ansiedade de castração não apenas a causa da neurose mas a causa universal indispensável da formação do superego de cada indivíduo, e assim o factor crucial na repressão e controlo dos impulsos primitivos— e assim na preservação da civilização. Freud publicou o caso em 1918 onde afirmava ter curado Pankejeff completamente, libertando-o de todos os seus medos e obsessões, contudo, o estado da sua cura é discutível. Durante cerca de 70 anos, Pankejeff esteve dentro e fora de análise com Freud e os seus seguidores, com pioras na sua condição, até à morte de Freud. Nos anos 70, uma jornalista Austríaca, Karin Obholzer, descobriu-o e entrevistou-o em pormenor. Pankejeff disse-lhe, em desespero, “tudo isto parece uma catástrofe. Eu estou no mesmo estado que quando vim ver Freud, e Freud já não existe.” 